# 杰夫·亚当斯
杰夫·亚当斯（英語：Jeff Adams，1970年11月15日—），加拿大男子田径运动员。他曾代表加拿大参加1988年、1992年、1996年、2000年、2004年和2008年夏季残疾人奥林匹克运动会田径比赛，获得三枚金牌、四枚银牌和六枚铜牌。